# Nyklovice
Nyklovice är en ort i Tjeckien.   Den ligger i regionen Vysočina, i den östra delen av landet, 150 km öster om huvudstaden Prag. Nyklovice ligger 673 meter över havet och antalet invånare är 160.
Terrängen runt Nyklovice är kuperad söderut, men norrut är den platt. Nyklovice ligger uppe på en höjd. Runt Nyklovice är det ganska glesbefolkat, med 42 invånare per kvadratkilometer. Närmaste större samhälle är Svitavy, 19,1 km nordost om Nyklovice. I omgivningarna runt Nyklovice växer i huvudsak blandskog.